# Godspeed You! Black Emperor
Pour l’article homonyme, voir God Speed You! Black Emperor.
Godspeed You! Black Emperor, anciennement Godspeed You Black Emperor!, connu également sous les sigles GY!BE et GYBE!, est un groupe de post-rock canadien, originaire de Montréal, au Québec.
Le groupe est en accord avec le label Constellation Records, un label indépendant également situé à Montréal. Après la sortie de son premier album, f♯a♯∞, en 1997, le groupe tourne régulièrement entre 1998 et 2002.
En 2003, le groupe annonce une pause à durée indéterminée. Pendant cette période, des rumeurs font état d'une séparation du groupe, mais il revient finalement en tournée en 2010.

## Biographie

### Débuts (1994–2003)
Créé en 1994 par Efrim Menuck et Mauro Pezzente (en), Godspeed You! Black Emperor tire son nom d’un documentaire japonais en noir et blanc nommé God Speed You! Black Emperor de Mitsuo Yanagimachi décrivant les exploits d’une bande de motards, les Black Emperors. Le groupe s'assemble initialement pour faire l'ouverture d'un concert du groupe local Steak 72. Cette même année, le groupe auto-produit All Lights Fucked on the Hairy Amp Drooling, une cassette audio distribuée à seulement 33 exemplaires.
De deux membres initialement, le groupe est passé à une quinzaine sur la période 1995-1998. D'après Menuck, se joindre au groupe était relativement simple : « c'est comme si tout le monde connaissait quelqu'un qui jouait d'un instrument et qui était d'accord pour se joindre. » Durant celle période, en 1997, pour le label Constellation Records, le groupe enregistre f♯a♯∞, qui sort en vinyle en édition limitée de 500 exemplaires ; Kranky le réédite l’année suivante en CD avec plusieurs modifications.
Bien que quelques membres du groupe soient souvent étiquetés anarchistes, pendant longtemps aucun d'entre eux ne s'est revendiqué explicitement comme tel ; néanmoins, en 2014, Menuck a déclaré l'être. Dans tous les cas, une forte composante politique se retrouve dans la musique du groupe.
C’est seulement en 1999 avec la sortie de Slow Riot for New Zerø Kanada, sorti en formats vinyle et en CD sur le même modèle (mais sur deux labels différents que leur précédente production) que le groupe sort de l’anonymat, grâce au soutien de The Wire et de John Peel, et particulièrement après avoir fait la couverture du célèbre magazine britannique NME. C’est également à partir de cette date que le groupe s’est réduit à ses neuf membres actuels après le départ durant la tournée 1998 de Mike Moya et son remplacement par Roger Tellier-Craig.
En 2000 et 2002 sortent deux nouveaux albums, Lift Your Skinny Fists Like Antennas to Heaven et Yanqui U.X.O.. C'est en 2002 qu'ils ont également signé une partie de la B.O. du film de Danny Boyle, 28 jours plus tard. Entre 2002 et 2012, aucune nouvelle production n’était parue, les membres du groupe étant occupés par leurs autres projets, notamment A Silver Mt. Zion ou Fly Pan Am.

### Retour (depuis 2010)
Le groupe se reforme en 2010 entamant une tournée en Europe et aux États-Unis. Puis le 15 octobre 2012, 10 ans après leur dernier album, ils sortent un nouvel opus qui a pour titre Allelujah! Don’t Bend! Ascend!. Cet album contient quatre titres, dont 2 de 20 minutes : Mladic, We Drift Like Worried Fire, Their Hellicopters’s Sing et Strung Like Lights at Thee Printemps Erable. Ce cinquième album est le résultat de deux ans de tournée et d’un enregistrement où le groupe a cherché à garder toute son énergie scénique. En 2013, le groupe remporte un Prix de musique Polaris pour Allelujah! Don't Bend! Ascend!,.
Le 31 mars 2015, Godspeed You! Black Emperor publie son cinquième album studio, Asunder, Sweet and Other Distress. Le 22 septembre 2017 sort leur sixième album, Luciferian Towers. 
Le collectif sort son septième opus, G_d’s Pee AT STATE’S END! en date du 2 avril 2021.
Le 4 février 2022, un utilisateur anonyme de 4chan publie l'intégralité d'All Lights Fucked on the Hairy Amp Drooling, qui était alors inacessible au public depuis sa sortie en 1994,. Alors que Constellation Records a dans un premier temps refusé de commenter l'évènement, le groupe a par la suite publié l'album sur sa page Bandcamp.
En février 2024, le groupe joue pour la première fois des nouveaux morceaux au Knockdown Center (en) à New York. Le 27 août, le groupe annonce via Apple Music son huitième album, No Title as of 13 February 2024 28,340 Dead, dont la sortie est prévue pour le 4 octobre de la même année,. Le single principal issu de l'album, Grey Rubble - Green Shoots, est publié le 28 août 2024.

## Style musical et militantisme
Ce groupe est généralement classé comme appartenant au mouvement post-rock, bien qu’il n’appartienne à aucun cadre réel et présente un large panel d’influences, allant du rock progressif au punk et de la musique classique à l’avant-garde. Ses productions consistent généralement en un nombre restreint (2 à 4) de morceaux durant de 10 à 30 minutes divisés en mouvements, parfois mentionnés sur la pochette. Les instruments utilisés ont varié en fonction du nombre de membres, mais la musique est restée fondée sur guitare électrique - guitare basse - cordes - percussions, avec des utilisations occasionnelles de glockenspiel ou de cor d'harmonie. Les morceaux sont régulièrement introduits par des séquences parlées enregistrées par le groupe en Amérique du Nord.
Ouvertement et activement anticapitaliste, Godspeed You! Black Emperor communique peu avec les médias, particulièrement avant 2002. Efrim Menuck, bien qu’il réfute ce titre, est présenté comme le meneur du groupe, en partie car c'est majoritairement lui qui interagit avec la presse. Efrim Menuck est vu dans quelques manifestations dans le cadre du printemps érable. Le groupe affiche aussi ouvertement son soutien au mouvement étudiant québécois en échantillonnant les manifestations de casseroles qui ont eu lieu pour dénoncer les abus de la loi 78. On peut entendre les manifestants frapper sur leurs casseroles à la fin de la pièce intitulée Mladic parue sur leur album Allelujah! Don't Bend! Ascend! de 2012. Lorsqu'il était précommandé, l'enregistrement vinyle était accompagné d'un carré rouge et d'une épingle, symbole de l'endettement étudiant et du combat contre la hausse des frais de scolarité au Québec. Sur la pochette vinyle du même album est d'ailleurs écrite cette phrase : « Fuck le Plan Nord. Fuck la Loi 78. Montreal right now forever ».

## Membres

### Membres actuels
- Efrim Menuck – guitare, tape loops, claviers (1994–2003, depuis 2010) ;
- Mauro Pezzente (en) – basse (1994–2003, depuis 2010) ;
- Mike Moya (en) – guitare (1994–1998, depuis 2010) ;
- Thierry Amar (en) – contrebasse, basse (1997–2003, depuis 2010) ;
- David Bryant (en) – guitare, tape loops (1997–2003, depuis 2010) ;
- Aidan Girt (en) – batterie, percussions (1997–2003, depuis 2010) ;
- Sophie Trudeau (en) – violon (1997–2003, depuis 2010) ;
- Karl Lemieux (en) – projections (depuis 2010) ;
- Philippe Léonard – projections (depuis 2015) ;
- Timothy Herzog – batterie, percussions (depuis 2012).

### Anciens membres
- Mark Littlefair – projections (1994–2000) ;
- Thea Pratt – cor d'harmonie (1995–1997) ;
- Bruce Cawdron – batterie, percussions (1997–2003, 2010–2012) ;
- Norsola Johnson – violoncelle (1997–2003) ;
- Roger Tellier-Craig – guitare (1998–2003) ;
- Grayson Walker[23] – accordéon (1997) ;
- Peter Harry Hill – cornemuse (2000) ;
- Fluffy Erskine – projections (2000–2003).

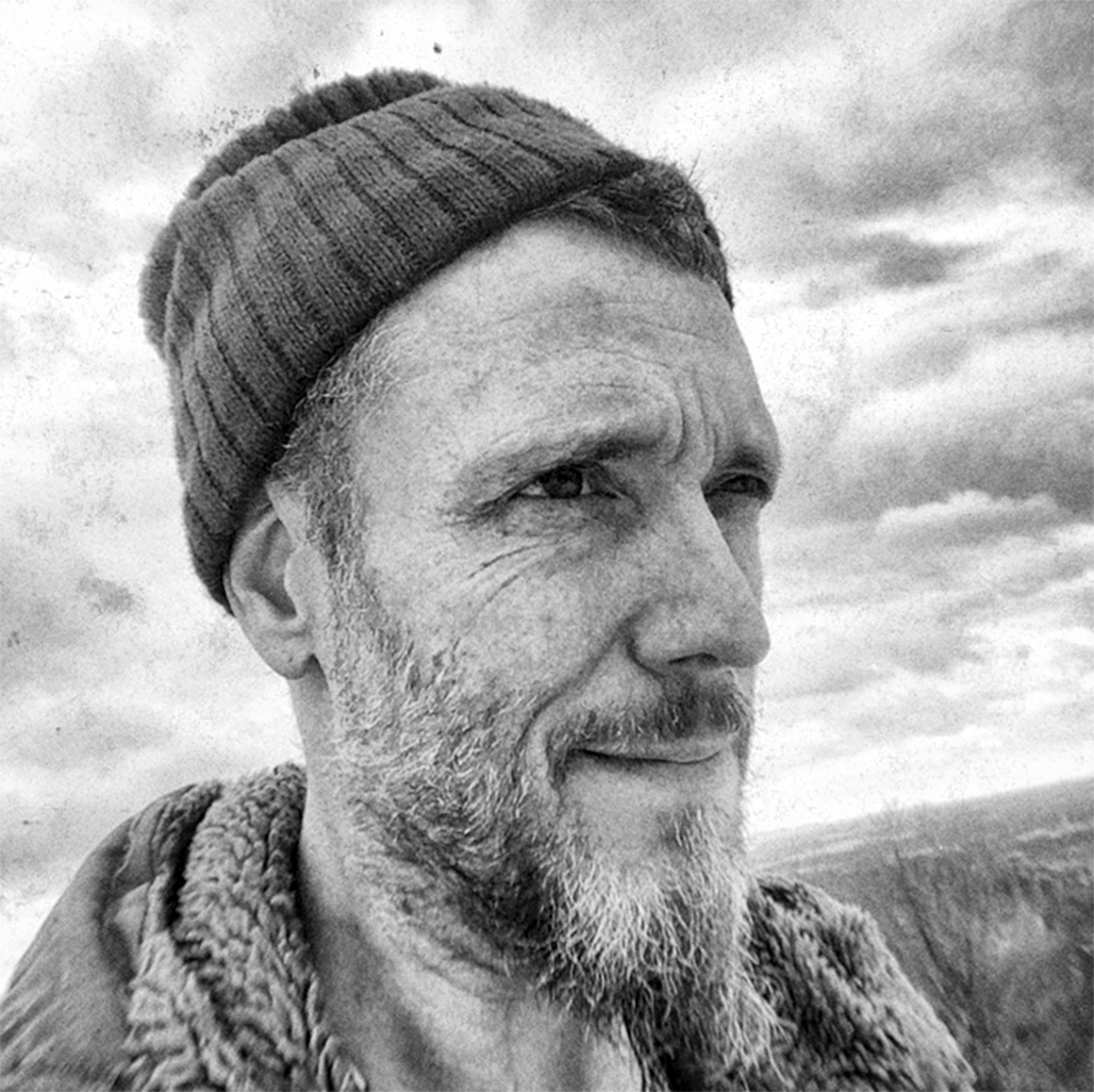
David Bryant en 2015.
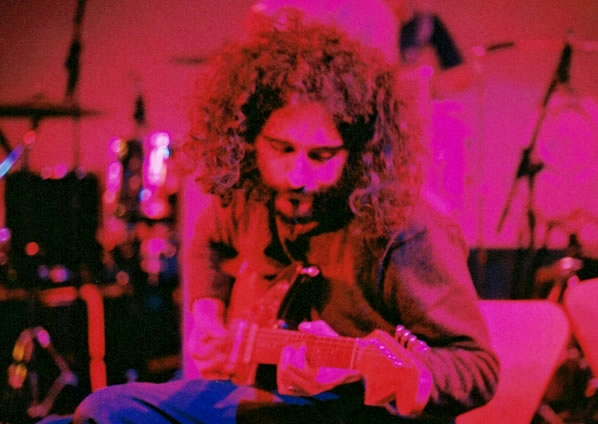
Efrim Menuck en 2000.
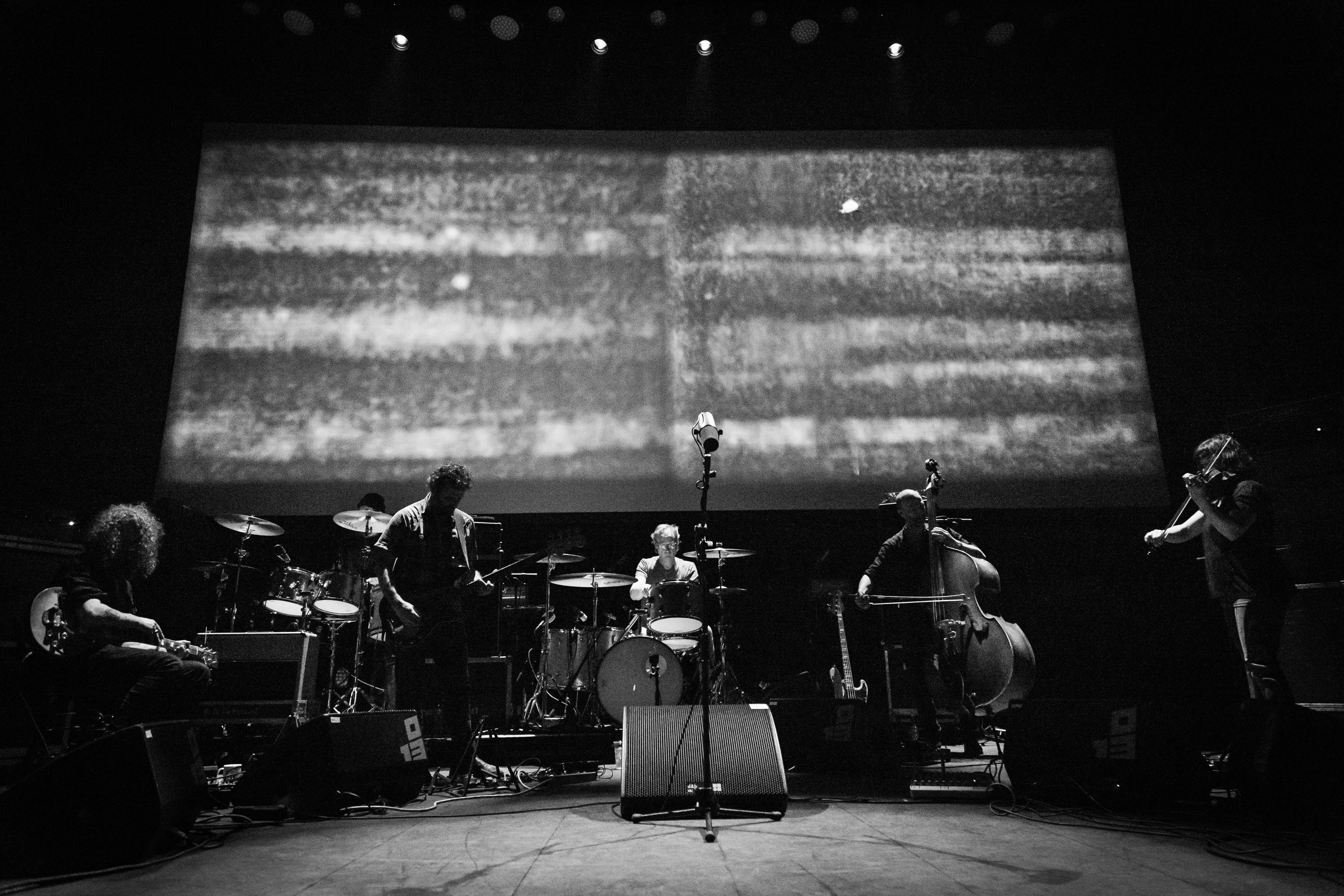
Live au Roadburn Festival en 2018.
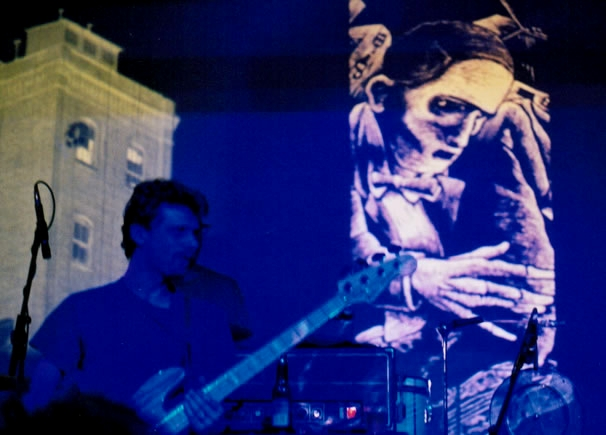
Mauro Pezzente en 2000.
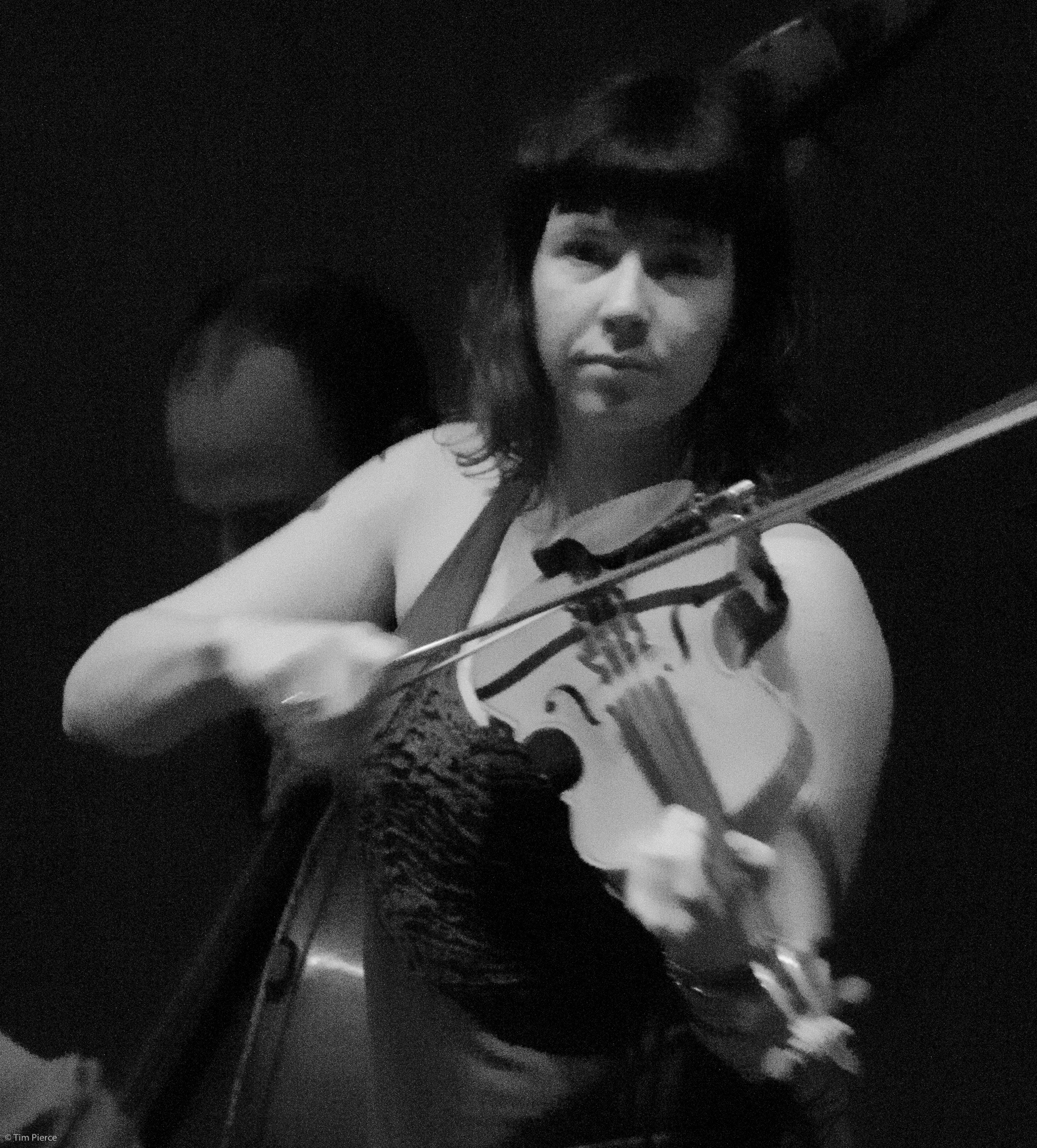
Sophie Trudeau en 2012.
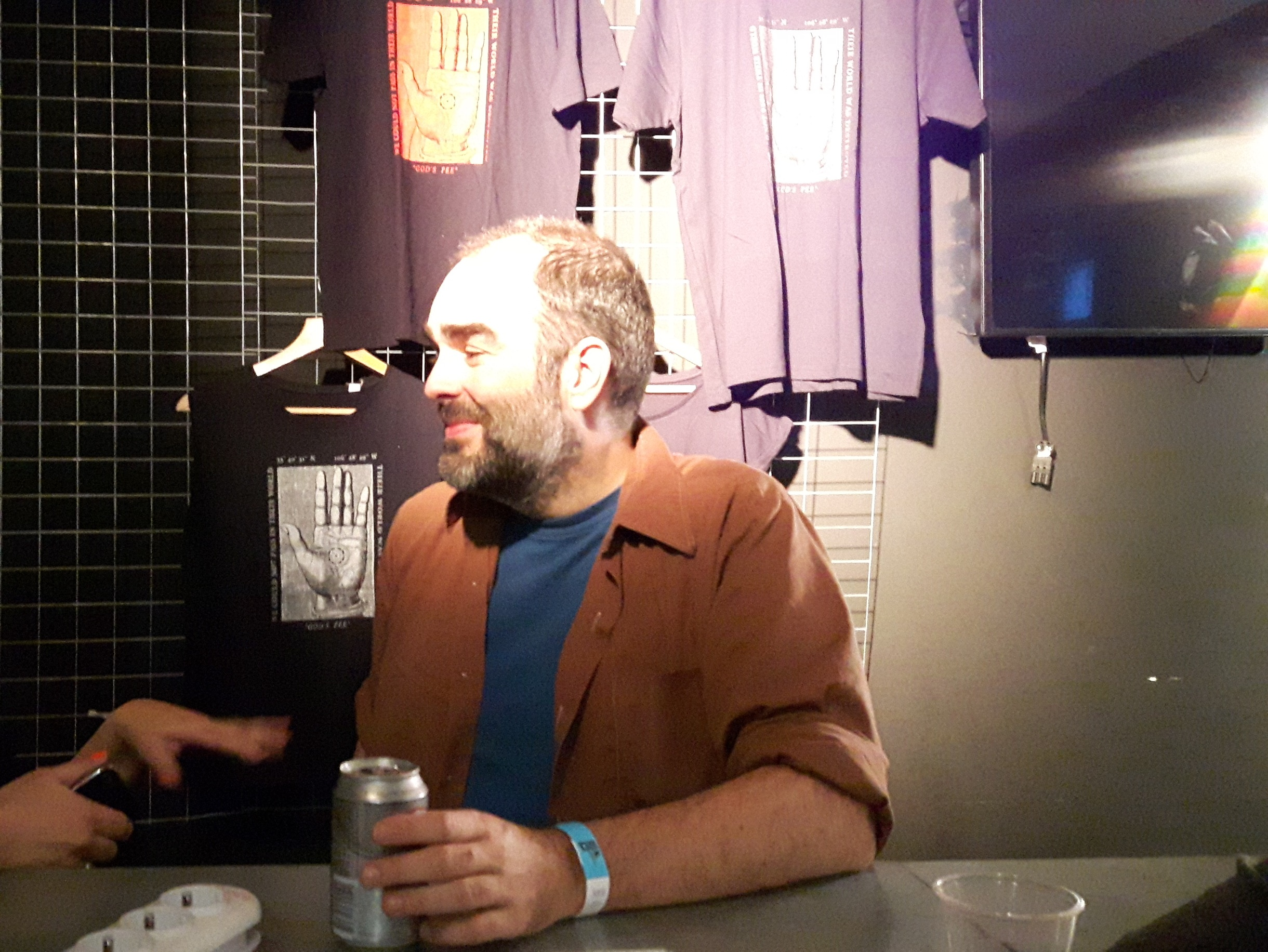
Mike Moya en 2016.

## Discographie
- 1994 : All Lights Fucked on the Hairy Amp Drooling ;
- 1997 : f#a#∞ ;
- 1998 : Lost in the House ;
- 1999 : Slow Riot for New Zerø Kanada ;
- 2000 : Lift Your Skinny Fists Like Antennas to Heaven ;
- 2002 : Yanqui U.X.O. ;
- 2012 : Allelujah! Don't Bend! Ascend! ;
- 2015 : Asunder, Sweet and Other Distress ;
- 2017 : Luciferian Towers ;
- 2021 : G_d's Pee at State's End! ;
- 2024 : No Title as of 13 February 2024 28,340 Dead.